# Me at the zoo
A Me at the zoo egy 2005. április 23-án feltöltött YouTube-videó, amely ezáltal a platformra elsőként feltöltött videóként írta be magát a történelembe. A 19 másodperces videóban a YouTube egyik társalapítója, Jawed Karim látható középiskolai barátja, Yakov Lapitsky felvételén, amint a San Diegó-i Állatkertben két elefánt előtt áll, a ormányaik hosszúságáról beszélve. Karim később a videó leírásába szerkesztve hangot adott a YouTube-on a Google+ fiókok használatával és a diszlájkok láthatatlanná tételével kapcsolatos kritikájának. 2025 januárjáig a videó több mint 345 millió megtekintést ért el.

## Előzmények

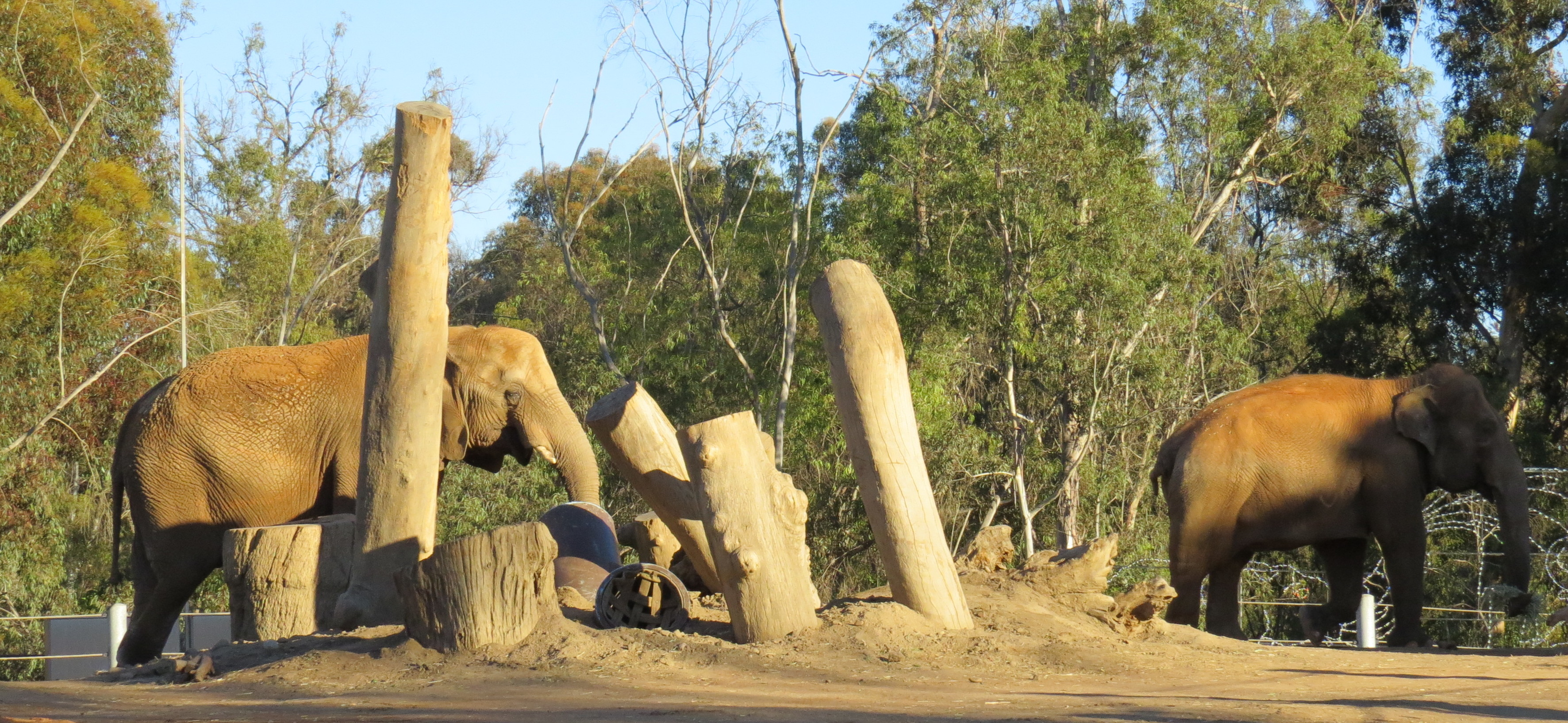
Elefántok 2013-ban a San Diegó-i állatkertben, a videó forgatási helyszínén

A YouTube-ot 2005-ben három korábbi PayPal alkalmazott alapította: Chad Hurley, Steve Chen, és Jawed Karim. Hurley az Indiana University of Pennsylvania egyetem tanult képzmőművészetet, Chen pedig a University of Illinois Urbana-Champaign egyetemen informatikát. Karim állítása szerint a videómegosztó ötletéhez az ihletet két esemény szolgáltatta, a 2004-es indiai-óceáni cunami, valamint a XXXVIII. Super Bowl félidejében történt botrány, melynek során Justin Timberlake szeméremsértő módon leszakította Janet Jackson ruhájának egy darabját. Azért szeretett volna videómegosztó platformot indítani, mert az említett eseményekről nem talált az interneten fellelhető felvételt.

### A videó tartalma
A YouTube doménnevét 2005. február 14-én regisztrálta Hurley. A "Me at the zoo" videó 2005. április 23-án, este 8 óra 27 perckor került fel. A videóban Karim a San Diegó-i Állatkertben látható két elefánt előtt, az ormányuk hosszúságáról beszélve. A videót középiskolai barátja, Yakov Lapitsky vette fel. A következőket mondja:
Alright, so here we are in front of the, uh, elephants, and the cool thing about these guys is that, is that they have really, really, really long, um, trunks, and that's, that's cool. And that's pretty much all there is to say.

Fordításban: 
Rendben, szóval itt vagyok az öhm, elefántok előtt, és az a klassz ezekben a fickókban, hogy nagyon, nagyon, nagyon hosszú, öhm, ormányaik vannak, és ez, és ez, klassz. És nagyjából ez minden, amit mondani lehet.

## Fogadtatás
Sokak szerint a videó megtestesíti a YouTube lényegét. A Business Insider a valaha volt legfontosabb YouTube-videók listáján az első helyre tette, hozzátéve, hogy emblematikusan kifejezi a YouTube alulról, felhasználóktól építkező voltát. A The New York Observer szintén a platform történetében a legfontosabb videónak tartotta, "gyakorlatilag történelmi műtárgy"-nak nevezve. A BuzzFeed News a 20 legfontosabb videó közé sorolta az interneten. Mint a legkorábbi YouTube-videót, nevezték az első vlognak is.
Aaron Duplantier az Authenticity and How We Fake It: Belief and Subjectivity in Reality TV, Facebook and YouTube című könyvében azt állította, hogy a videó mindennapisága és egyszerű képi világa megalapozott a YouTube-ra később jellemző eredeti, amatőr tartalomnak. A Los Angeles Times 2009-ben arról írt, hogy a "Me at the zoo" megváltoztatta az emberek médiafogyasztási szokásait, elhozva a rövid videók aranykorát. A Digital Trends besorolhatatlannak és nehezen komolyan vehetőnek nevezte, amelyet szintén a későbbi videókra befolyásoló tényezőként írt le. Peter Bradshaw filmkritikus a 2000-es évek egyik legfontosabb médiatermékének tekintette.
Greg Jarboe YouTube and Video Marketing: An Hour a Day című könyvében azt emeli ki, hogy a videó korában rendkívülinek számított, hogy egy ennyire mindennapi történést jelenítenek meg a nyilvánosságban, és ez mutatja Jawed Karim elképzelését arról, hogyan képzelte el a jövő YouTube-ját. Jarboe szerint a "Me at the zoo" megmutatta, hogy a YouTube célja nem az lesz, hogy a fontos történéseket lencsevégre kapják, hanem hogy bátorítsa a felhasználóit, hogy ők maguk belépjenek a médiába, szerinte ez a szemlélet vezetett el ahhoz, hogy ma a YouTube a legnépszerűbb online videómegosztó.
A San Diegó-i Állatkert hivatalos YouTube-csatornája egy azóta kitűzött kommentben jelezte 2020-ban, hogy megtiszteltetésnek érzik, hogy az első YouTube-videó forgatási helye lehettek. 2024. október 22-ei adat szerint a legtöbb lájkot (3.9 millió) kapó komment lett a platformon.

## Változtatások az eredeti feltöltéshez képest
Karim többször megváltoztatta a videó leírását a YouTube üzleti döntéseire reflektálva. Miután a Google a YouTube-on Google+ fiókhoz kötötte a kommentelést, 2013 novemberében a leírásba beírta, hogy mivel nem szeretne Google+ fiókot, ezért nem tud többet kommentelni. Legközelebb 2021 novemberében változtatott a leíráson, miután a diszlájkokat láthatatlanná tették, ekkor azzal egészítette ki a leírást, hogy "When every YouTuber agrees that removing dislikes is a stupid idea, it probably is. Try again, YouTube.", vagyis arra utalt, hogy szerinte minden YouTuber egyetért abban, hogy rossz ötlet volt az elrejtés. Néhány nappal később frissítette a leírást egy hosszabb elítélő nyilatkozattal. 2023. december 16-án, the video bélyegképét MrBeast megjelenéseire utaló módon megváltoztatta úgy, hogy tüzes szemekkel volt látható rajta, amint egy lökdösődő elefántokról mögé szerkesztett képre mutat. Két hét múlva visszaállt az eredeti állapot.

## Fordítás
Ez a szócikk részben vagy egészben  a   Me at the zoo című angol Wikipédia-szócikk ezen változatának fordításán alapul.  Az eredeti cikk szerkesztőit annak laptörténete sorolja fel. Ez a jelzés csupán a megfogalmazás eredetét és a szerzői jogokat jelzi, nem szolgál a cikkben szereplő információk forrásmegjelöléseként.